# Swarm
Ej att förväxla med TV-serien The Swarm
Swarm är en amerikansk dramaserie från 2023 som hade premiär på strömningstjänsten Prime Video den 17 mars 2023. Serien har skapats av Donald Glover och Janine Nabers. Första säsongen består av sju avsnitt.

## Handling
Serien som spelar sig mellan 2016 och 2018 kretsar kring en ung kvinna, Dre, som är sjukligt besatt av världens främsta popstjärna. Hon ger sig ut på en resa för att träffa sin idol och ve dem som kommer i hennes väg.

## Roller i urval
- Dominique Fishback - Dre
- Chloe Bailey - Marissa
- Damson Idris - Dre's boyfriend
- Rickey Thompson
- Paris Jackson
- Rory Culkin